# Britton Colquitt
Britton Colquitt (* 20. März 1986 in Knoxville, Tennessee) ist ein US-amerikanischer American-Football-Spieler auf der Position des Punters. Er spielte zuletzt für die Minnesota Vikings in der National Football League (NFL). Mit den Denver Broncos gewann er Super Bowl 50.

## Frühe Jahre
Colquitt ging auf die Highschool in seiner Geburtsstadt Knoxville, Tennessee, wo er neben American Football auch Fußball spielte. Später ging er auf die University of Tennessee.

## NFL

### Denver Broncos
Am 22. Dezember 2009 unterschrieb der im NFL Draft 2009 nicht berücksichtigte Colquitt einen Vertrag für den Practice Squad bei den Miami Dolphins. Am 30. Dezember desselben Jahres wurde Colquitt in den Kader der Denver Broncos geholt. Mit den Denver Broncos erreichte er in der Saison 2015 den Super Bowl 50, welcher mit 24:10 gegen die Carolina Panthers gewonnen wurde.

### Cleveland Browns
Nachdem Colquitt am 30. August 2016 von den Broncos entlassen worden war, unterschrieb er kurz darauf einen Einjahresvertrag bei den Cleveland Browns.

### Minnesota Vikings
Nachdem Colquitt vor Saisonbeginn 2019 entlassen worden war, nahmen ihn die Minnesota Vikings unter Vertrag.
Vor Start der Saison im September 2021 wurde Colquitt von den Vikings entlassen, nachdem im Zuge der Kaderverkleinerung auf 53 Spieler Jordan Berry von den Pittsburgh Steelers als Alternative für Colquitt verfügbar geworden war.

## Persönliches
Colquitt stammt aus einer Familie, welche schon viele Punter in der NFL hervorbrachte. Sein Vater Craig Colquitt gewann mit den Pittsburgh Steelers zwei Mal den Super Bowl, sein älterer Bruder Dustin Colquitt ist Punter bei den Cleveland Browns und sein Onkel Jimmy Colquitt war 1985 für eine Saison Punter der Seattle Seahawks.